# Joachim Berlak

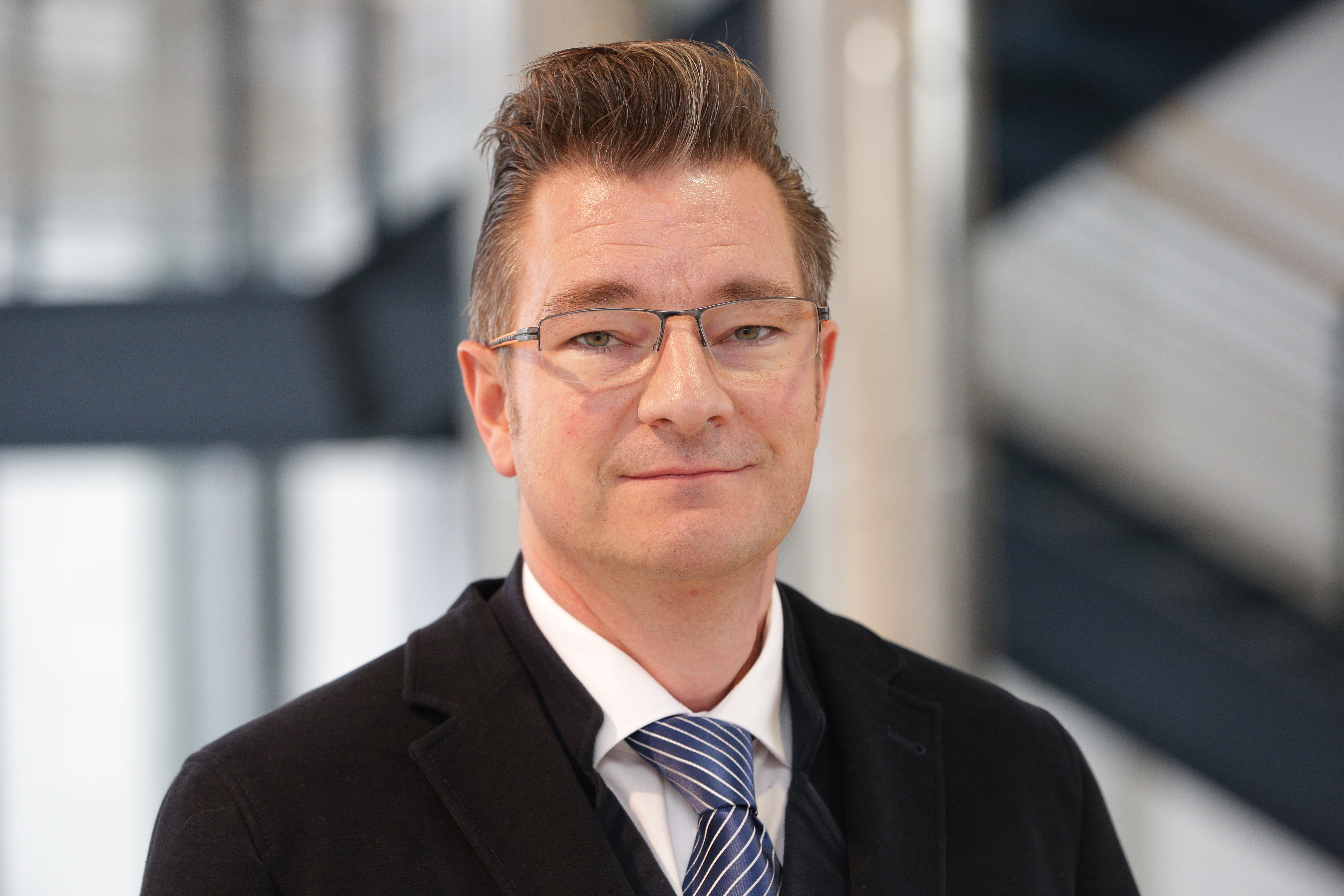
Joachim Berlak

Joachim Berlak (* 14. Mai 1973 in München) ist ein deutscher Ingenieur, Gründer und Geschäftsführer der software4production GmbH, war Vorstand der NC Gesellschaft zur Anwendung neuer Technologien e. V. und ist Professor an der FOM – Hochschule für Oekonomie und Management in München.

## Leben
Joachim Berlak studierte Maschinenbau mit Schwerpunkt Produktionstechnik an der TU München und schloss seine Diplomarbeit zum Thema Supply Chain Management bei der IBM Unternehmensberatung ab. Hierfür wurde er im Jahr 2000 von der Gesellschaft für Produktionsmanagement ausgezeichnet. Im Anschluss war er dreieinhalb Jahre am Institut für Werkzeugmaschinen und Betriebswissenschaften (iwb) der Fakultät für Maschinenwesen der Technischen Universität München als wissenschaftlicher Mitarbeiter beziehungsweise Assistent tätig. Neben Forschungs- und Beratungsprojekten aus den Bereichen ERP/PPS-Software, Betriebsführung, Fabrikplanung, Logistik, Produktionsplanung und -steuerung leitete er das Forschungsprojekt CHANGESYS zur Wandlungsfähigkeit betrieblicher Software im Rahmen des Bayerischen Forschungsverbundes für Softwareeningieering. Seine Promotion behandelte die strukturierte Auswahl von ERP/PPS-Software.
Von 2003 bis 2009 war Berlak bei der Fauser AG, einem international tätigen ERP/PPS/MES-Softwarehersteller für mittelständische Industriebetriebe, als Leiter Strategie und Beratung und Vice President der ungarischen Fauser Kft. auf nationaler und internationaler Ebene verantwortlich. 2009 gründete Berlak die software4production GmbH mit dem Ziel, Innovationsführer für Industrie 4.0 in der mittelständischen Industrie zu werden. Als geschäftsführender Gesellschafter der software4production GmbH widmet sich Berlak der Forschung und Entwicklung für innovative Industrie 4.0-Lösungen auf nationaler und internationaler Ebene. Als Vorstand der NC-Gesellschaft e. V. setzt er sich für den Praxistransfer ein. 2002 bis 2012 war er Lehrbeauftragter für Fabrikplanung an der Fakultät Maschinenbau der Hochschule Landshut. 2012 wurde Berlak vom Land Hessen zum Professor an der Internationalen Berufsakademie berufen, 2016 wechselte Berlak als Professor für Wirtschaftsingenieurwesen an die FOM – Hochschule für Oekonomie und Management.
Berlak ist seit 1994 Mitglied des Vereins deutscher Ingenieure (VDI).

## Ehrungen und Auszeichnungen
- 2000: Preis der Gesellschaft für Produktionsmanagement (GfPM)
- 2010: Network of Automotive Excellence (NOAE), Innovationspreis der Automobilindustrie
- 2018: Fabriksoftware des Jahres in der Kategorie Industrie 4.0
- 2019: Fabriksoftware des Jahres in der Kategorie Manufacturing Execution systems (MES)
- 2020: Fabriksoftware des Jahres in der Kategorie Automatisierung und Prozesssteuerung
- 2023: Factory Innovation Award in der Kategorie resiliente Fabrik

## Veröffentlichungen (Auswahl)
- Joachim Berlak, Tobias Götz: Concept for the Urban Production of Pharmaceuticals to Compensate for Local Shortages. Digital Manufacturing Technology, Nr. 1. Universal Wiser Publisher, Singapore 2021, S. 46–59 (wiserpub.com).
- Joachim Berlak, Krottentaler, Bastian: Sollzeiten in der Unikatfertigung. VDI-Z, Nr. 163. VDI, Düsseldorf 2021, S. 1–3.
- Joachim Berlak, Stefan Hafner, Volker G. Kuppelwieser: Digitalization’s impacts on productivity: a model-based approach and evaluation in Germany’s building construction industry. International Journal of Production Planning and Control. Taylor & Francis, London 2020, doi:10.1080/09537287.2020.1740815.
- Joachim Berlak, Julia Berg, Michael Stangl, Luciano Baumgart: Real-Time IoT-Based Production Planning and Control of Industrial Robots in an Automated Cyber-Physical Production System Under Dynamic Conditions: Lessons Learned from a Make-to-Order Usage Case. Hrsg.: R. Moreno-Díaz et al. Computer Aided Systems Theory – EUROCAST 2019. Springer Nature Switzerland AG, Basel 2020, S. 1–8.
- Joachim Berlak, Michael Stangl, Thomas Lorenscheit, Luciano Baumgart: Erfolgsfaktor Automatisierung: MES-gesteuertes System zur vollautomatischen Be-/Entladung von Werkzeugmaschinen. Der Betriebsleiter. Vereinigte Fachverlage GmbH, Mainz 2020, S. 16–17.
- Joachim Berlak, Michael Stangl, Thomas Lorenscheit, Luciano Baumgart: Schlüsselfertige Automatisierung. Fabriksoftware. GITO, Berlin 2020, S. 17–20.
- Joachim Berlak: Dienst-basierte Multiressourcenplanung für die Industrie 4.0. Hrsg.: G. Reinhardt, B. Scholz-Reiter, W. Wahlster, M. Wittenstein, D. Zühlke. Intelligente Vernetzung in der Fabrik: Industrie 4.0 Umsetzungsbeispiele für die Praxis. Fraunhofer Verlag, München 2015, ISBN 978-3-8396-0930-9, S. 165–178.
- Joachim Berlak, Dominic Lutz: Anspruch und Wirklichkeit in der mittelständischen Industrie 4.0. In: VDI-Z. Nr. 3, 2014, S. 47–49.
- Anspruch und Wirklichkeit in der mittelständischen Industrie 4.0: Aktuelle Forschungsergebnisse und Praxiserfahrungen. In: Markt & Technik (Hrsg.): 1. Markt&TechnikSummit Industrie 4.0, 16–17. Oktober 2013. München.
- INDUSTRY 4.0 / AMP 2.0: What is it all about and how Labs can profit In: Markt & Technik (Hrsg.): 'Mafo (HRsg.), Jg. 2017, Nr. 13, S. 10–18, Mediawelt GmbH, Ratingen, ISSN 1614-1598
- mit Michael Zäh: Methodik zur strukturierten Auswahl von Auftragsabwicklungssystemen. In: R. Hossner (Hrsg.): Jahrbuch der Logistik 2003. Verlagsgruppe Handelsblatt, Düsseldorf 2003, S. 187–192.
- Theorie und Praxis der Supply Chain Integration. Autoscale 2003: Automotive Supply Chain Konferenz, 2003, S. 127–145.
- mit Bernhard Deifel: Activation Styles for changeable Order Management Systems. In: M. Khosrow-Por (Hrsg.): Issuesand Trends of Information Technology Management in Contemporary Organizations. Idea Group Publishing, Hershey 2002, S. 70–74.
- mit Bernhard Deifel: Challenging the Unpredictable: Changeable Order Management Systems. In: Proceedings of the IEEE International Conference of Systems, Man and Cybernetics, 6–9/10/2002, Hammamet, Tunesia.
- mit Bernhard Deifel: Changeable Product Lines for Order Management Systems. In: Proceedings of the International Conference on Software Engineering (ICSE), 19/5–25/5/2002, Orlando, Florida.
- mit Stefan Hafner: Digitalisierung und Produktivitätssteigerung in der Bauausführung: Wirkungsweisen und Hemnisse in den Prozessen In: Deutsches Ingenieursblatt, Jg. 2018, Nr. 6, S. 48–56, Schiele & Schön, Berlin, ISSN 0946-2422
- mit Christoph Berger: Service-based Production planning and Control of Cyber-Physical Production Systems In: Proceedings of the 29th Bled eConference Digital Economy June 19 - 22, 2016; Bled, Slovenia